# Wesh wesh, qu'est-ce qui se passe?
Wesh wesh, qu'est-ce qui se passe? è un film del 2001 diretto da Rabah Ameur-Zaïmeche.